# Kinda
Kinda var et af de småriger i middelalderen, der senere kom  til at danne landskapet Småland. 
Kinda omfattede hele den  nuværende Kinda kommun og Ydre kommun i Östergötlands län.    
Flere af Dackefejdens store slag blev udkæmpet i Kinda, blandt andet da Nils Dackes bondesoldater besejrede kongens knægte. Siden 1500-tallet og specielt efter Axel Oxenstiernas länsinddeling i år 1632 regnes området som en del af Östergötland. 